# Bàrbara Sofia de Brandenburg
Bàrbara Sofia de Brandenburg (en alemany Barbara Sophia von Brandenburg) va néixer a Halle (Alemanya) el 16 de novembre de 1584 i va morir a Estrasburg el 13 de febrer de 1636. Era una noble alemanya de la Casa de Hohenzollern, filla de l'elector Joaquim Frederic (1546-1608), i de Caterina de Brandenburg-Küstrin (1549-1602).
Amb motiu del seu casament amb el duc de Württemberg es va renovar palau d'Urach, convertint-lo en una de les mostres més reixides del Renaixement a Alemanya. El 1630, dos anys després d'haver enviudar va començar una profunda renovació del palau de Brackenheim, que li havia estat cedit com a dotació matrimonial. El castell conté una important col·lecció d'obre d'art. I, malgrat que ella mai va arribar a residir-hi sí que va ser considerada una benefactora de la ciutat.
Quan va morir el seu marit, el seu fill Eberhard III tenia 14 anys i el seu oncle Lluís Frederic, duc de Württemberg-Montbéliard, actuava com a regent. En morir aquest, el 1631, la regència va ser assumida per Bàrbara Sofia i Juli Frederic, duc de Württemberg-Weiltingen. Per aquest motiu es va traslladar a Stuttgart.
Quan l'emperador Ferran II va declarar Eberhard III major d'edat, va assumir el govern i es va unir a la Lliga Protestant que a Heilbronn va patir una aclaparadora derrota en la batalla de Nördlingen, el 6 de setembre de 1634. Württemberg va ser presa i saquejada, de manera que el jove duc i la seva família va haver de fugir i exiliar-se a Estrasburg, on morí Bàrbara Sofia.

## Matrimoni i fills
El 5 de novembre de 1609 es va casar a Stuttgart amb el duc Joan Frederic I de Württemberg (1582-1628), fill del duc Frederic I (1557-1608) i de Sibil-la d'Anhalt (1564-1614). El matrimoni va tenir els següents fills:
- Enriqueta (1610-1623)
- Frederic, nascut i mort el (1612)
- Antònia (1613-1679).
- Eberhard III (1614-1674), casat primer amb Anna Caterina de Salm-Kyrburg (1614-1655), i després amb Dorotea d'Oettingen (1636-1698).
- Frederic (1615-1682), casat amb Clara Augusta de Brunsvic-Wolfenbuttel (1632-1700).
- Ulric (1617-1671), casat primer amb la comtessa Sofia Dorotea de Solms-Sonnewalde (1622-1648), i després amb Elisabet d'Arenberg (1623-1678).
- Anna Joanna (1619-1679)
- Sibil·la (1620-1707), casada amb Leopold Frederic de Württemberg (1624-1662).